# Freycinetia micrura
Freycinetia micrura är en enhjärtbladig växtart som beskrevs av Benjamin Clemens Masterman Stone. Freycinetia micrura ingår i släktet Freycinetia och familjen Pandanaceae.
Artens utbredningsområde är Sulawesi. Inga underarter finns listade.